# محله پودنک
پُودُنَک نام محله‌ای قدیمی در شرق شیراز است  که بلوار جانبازان یکی از اصلی‌ترین و مهم‌ترین بلوارهای این محله است که از یک طرف به بلوارمدرس و از طرفی دیگر به بلوار تخت جمشید راه دارد.
این محله در گذشته یعنی دوران پهلوی یکی از محله‌های شیراز بوده است.
از نام‌های اصیل این محله و همچنین اصیل شیرازی میتوان به:
[بنیانی،کونجانی،فیجانی،دشت بشی،دهقان پودنک ]] اشاره نمود.
این محل در گذشته به علت سرسبزی از مکان‌های گردشگری مردم شیراز در گذشته بوده است.در این محل یک قبرستان قدیمی از دوران ساسانی بوده است که با گذشت زمان خراب می‌شود و هم اکنون بلوار پروین اعتصامی رو به روی بیست متری پنجم و پارک ارغوان روی همان قبرستان ساخته شده‌اند .محل اصلی این روستا در قدیم در مکان فعلی بیست متری پنجم پودنک (خیابان شهیدان بنیانی) بوده است. بافت بیست متری پنجم پودنک بسیار قدیمی‌تر از بیست متری‌های دیگر پودنک است. 

## معنای نام پودنک
پُودُن یا پودنک نام یکی از سبزی‌هایی است که در شیراز مصرف می‌شده؛ و یکی از گونه‌های پونه وحشی است و بخاطر روئیدن زیاد در زمین اطراف، آن را پودنک نامیده‌اند.

## خیابان‌های مهم و اصلی
بلوار اصلی پودنک به نام بلوار جانبازان نامگذاری 
و شامل هفت بیست متری اصلی است،که در زیر به همراه اسامی جدید ذکر شده است:
- بیست متری اول:خیابان مردانی غربی و شرقی
- بیست متری دوم:خیابان فال اسیری غربی و شرقی
- بیست متری سوم:خیابان محب غربی و شرقی
- بیست متری چهارم:خیابان شهید امامی
- بیست متری پنجم:خیابان شهیدان بنیانی و بلوار پروین اعتصامی.
- بیست متری ششم:خیابان استاد شهریار
- بیست متری هفتم:خیابان شهیدان فیجانی و خیابان سینا

پودنک در ابتدا محدود و کوچک بوده و داری دروازه و قلعه بوده؛ و در اطراف آن زمین‌های کشاورزی وجود داشته.
اما با بلعیده شدن در شیراز تمام زمین‌های زراعی تبدیل به مناطق مسکونی شده.
محدوده مسکونی قدیم پودنک و بافت قدیم آن محدود شده به بخشی از بیست متری پنجم. هم‌اکنون نیز هم حمام پودنک و مسجد جامع پودنک که به نام مسجد سیدالشهداء نامگذاری شده در این محدوده واقع شده‌اند.
خانه‌های که در محدود پودنک قدیم (خیابان شهیدان بنیانی) واقع شده‌اند. نامنظم هستند.

## موقعیت پودنک
در قدیم زمین‌های متعلق به پودنک با اسامی چون:بنیان. بنیون.فیجان.کونجان.کونجون. کوهنجان.دهقانی. طالقان. مروت و… نامگذاری شده بود و بعدها به مرور زمان این اسامی به عنوان نام خانوادگی بر روی صاحبان آن زمین‌ها ماندگار شد.
در نقشه قدیم ایران پودنک را با نام فیجان به عنوان نزدیک‌ترین روستا به شیراز مشخص کرده‌اند. اما پودنک به مجموع این زمین‌ها گفته می‌شود.

## شهرک‌ها
در محدوده پودنک تعدادی شهرک وجود دارد.
- شهرک فتحیه
- شهرک نیروی انتظامی
- شهرک سیبویه
- شهرک صداوسیما

و …
در کل پودنک مرز بندی مشخصی ندارد؛ و در هیچ جا به جز در فرهنگ و یاد مردم شیراز چنین نامی به ثبت نرسیده.

## باغ پودنک
پودنک در قدیم یکی از مکان‌های تفریحی شیراز بوده و باغ پودنک یکی از باغ‌های معروف شیراز بوده؛ که حالا خبری یا حتی اثری از این باغ نیست.

## بناهای مهم
یکی از پارک‌های بزرگ شیراز در همین منطقه واقع شده‌است؛ و آن پارک ارغوان است. پارک (پودنک) ارغوان نبش بیست متری پنجم میباشد،
بخشی از پارک ارغوان بر روی یک قبرستان قدیمی احداث شده.
که هنوز بخشی از این قبرستان وجود دارد ،
در این قبرستان شخصی که نواده کلوار نبی (یکی از پیامبران ایران باستان) به نام حاج الیاس یا در زبان عامه مردم حاجیلاس مدفون است.
اما جالب است که سنگ قبر حاجیلاس خود یکی از اشیا مربوط به دوره ساسانی است.
دور از ذهن نیست که پودنک قدمت تاریخی نیز داشته باشد.
چرا که از نزدیک‌ترین آبادی‌ها به قصر ابونصر شیراز یا تخت سلیمان و برم دلک، پودنک و دست خضر یا دشت خضر هستند.

### امامزاده‌ها
یکی امامزاده‌هایی که در پودنک وجود دارد. امام زاده سید محمد (ع) است. بین بیست متری ششم و هفتم؛ که در گویش عامیانه آن را دوزیمون یا داوازده امام هم می‌خوانند.

### سالن‌های ورزشی
دو سالن ورزشی و تعداد زیاد باشگاه در پودنک فعال هستند.
سالن ورزشی امام حسن مجتبی. بین بیست متری دوم و سوم. (احداث به جای یک از باغ‌های پودنک)
سالن ورزشی امام علی. بلوار تخت جمشید.

### دانشگاه‌ها و مدارس
دانشگاه بعثت دانشگاهی است مرتبط با جهاد کشاورزی. بین بیست متری اول و دوم.
پودنک جز ناحیه چهار شیراز است.

### بازارها
جمعه بازار روزهای جمعه در حاشیه پارک ارغوان در بلوار پروین اعتصامی برگزار می‌شود.

### فرهنگسرا
پودنک تنها یک فرهنگ سرا دارد. فرهنگسرای فناوری اطلاعات. خیابان استاد شهریار نبش اقبال لاهوری.

## گویش
رجوع شود به لهجه شیرازی
مردم پودنک لهجه مخصوص به خود دارند؛ که در گویش شیرازی به آن شیرازی غلیظ نیز می‌گویند.
سیکو. هکو. برو په. بپو. از واژه‌های رایج در بین پودنک است.

## مرتبط
البته ترکیب جدید جمعیتی پودنک باعث شده تا فرهنگ قدیم پودنک به حاشیه رانده شود.